# Гай Лаберий Приск
Гай Лаберий Приск или Луций Лаберий Приск (на латински: Lucius Laberius Priscus) е политик и сенатор на Римската империя през 2 век.
През 142 г. той е суфектконсул заедно с Марк Корнелий Фронтон.